# NGC 5398
NGC 5398 is een balkspiraalstelsel in het sterrenbeeld Centaur. Het hemelobject werd op 3 juni 1836 ontdekt door de Britse astronoom John Herschel.

## Synoniemen
- ESO 384-32
- MCG -5-33-37
- UGCA 379
- AM 1358-324
- IRAS 13584-3249
- PGC 49923